# Максимов, Дмитрий Александрович
Дмитрий Александрович Максимов (род. 6 мая 1977, Кострома, Костромская область) — российский легкоатлет, победитель кубка Европы 2005, экс-рекордсмен России в беге на 10 000 м (27:54,10), рекордсмен России среди юниоров в беге на 10 000 м (28:56,40), 18-кратный победитель чемпионатов России, мастер спорта России международного класса (2001).

## Биография
Родился 6 мая 1977 года в Костроме. Начал заниматься спортом в 1988 году у тренера В. Н. Андриянова. С 1993 года его тренером стал А. П. Румянцев. В январе 2000 года переехал в Череповец, где заключил со спортклубом «Северсталь» контракт по подготовке к Олимпиаде в Сиднее. В феврале 2001 года в Кисловодске выиграл чемпионат России по кроссу на дистанции 12 км. В марте победил в чемпионате страны в полумарафоне (21,0975 км). В апреле в Лиссабоне, на чемпионате Европы, на дистанции 10000 метров выполнил норматив мастера спорта международного класса — 28.15,85. В июне победил на международных соревнованиях легкоатлетов на призы братьев Знаменских на дистанции 5000 метров.
В сезоне 2002 в марте в очередной раз стал чемпионом России по кроссу. В апреле в Италии на дистанции 10 000 м установил рекорд России — 27.54,11. В июне во французском Анси на кубке Европы занял первое место на дистанции 5000 метров. В августе на чемпионате Европы в Мюнхене на дистанции 10 000 метров был восьмым. В 2006 году занял 6 место на чемпионате Европы по лёгкой атлетике, после которого решил закончить карьеру.